# Johann Philipp Karl Josef von Bibra
Johann Philipp Karl Josef von Bibra (* 16. April 1706; † 19. Juli 1758) war ein Beamter und Diplomat im Hochstift Würzburg und Hochstift Bamberg aus dem Adelsgeschlecht Bibra.

## Familie
Von Bibra war der Sohn des würzburgischen Geheimrats und Oberamtmanns zu Bischoffsheim Christoph Dietrich von Bibra (1673–1731) und dessen Ehefrau Maria Katharina von Erthal. Während der Vater Protestant war, war die Mutter Katholikin. Von Bibra war das Patenkind des Würzburger Bischofs Johann Philipp von Greiffenclau zu Vollraths.
1734 heiratete er Johanna Charlotte Schutzbar gen. Milchling (* 1714). Aus der Ehe gingen vier Söhne hervor.
- Franz Ludwig Ignatz von Bibra (1735–1790), Bambergischer Oberamtmann und Kurmainzer Statthalter auf dem Eichsfeld
- Carl Philipp Rudolf Josef von Bibra (1740–1789), Domherr in Bamberg
- Theodor Josef Hartmann Christof von Bibra (1741–1805), Fuldischer Geheimrat
- Friedrich Wilhelm von Bibra (1746–1769)

## Leben
1723 bis 1726 war er Domherr in Bamberg. Danach trat er in Würzburger Dienste. Ab 1729 war er Bamberger, zeitweise auch gleichzeitig Würzburger, Augsburger und Konstanzer Komitialgesandter beim Reichstag in Regensburg sowie Bamberger und Würzburger Rat. Daneben war er Amtmann in den Würzburger Ämtern Mellrichstadt und Münnerstadt.
Seit 1751 stand er ganz in Bamberger Diensten (bis auf die Würzburger Ratsstelle). Er wurde am 5. Februar 1751 Obermarschall und am 24. Februar 1752 zusätzlich Oberamtmann im Amt Weismain. Zum 27. November 1756 wechselte er als Oberamtmann in das Amt Marloffstein.